# 그린델발트 그룬트역
그린델발트 그룬트역(Grindelwald Grund)은 스위스 베른주 그린델발트에 위치한 기차역이다. 이 역은 그린델발트에서 클라이네 샤이덱까지 운행하는 벵에른알프 철도(WAB)가 운행한다. 역명은 역이 위치한 마을의 그룬트(Grund) 지역에서 그 이름을 따왔다.

## 개요
WAB 열차는 인터라켄에서 출발하는 베르너 오버란트 철도의 열차와 연결되는 그린델발트역에서 여행을 시작하며 처음에는 그린델발트 그룬트역까지 가파르게 내려간다. 그린델발트 그룬트에서 방향을 바꿔 클라이네 샤이덱으로 등반을 시작하여 남쪽 끝에서 역을 출입한다. 역의 양쪽 끝에 차고와 정비창이 있다.

## 운행편
역에는 다음과 같은 여객 열차가 운행된다.
| 운행사       | 형태 | 노선                                                                 | 편수       | 비고 |
| ------------ | ---- | -------------------------------------------------------------------- | ---------- | ---- |
| 벵에른알프반 |      | 그린델발트 - 그린델발트 그룬트 - 브란덱 - 알피글렌 - 클라이네 샤이덱 | 시간당 2편 |      |

역은 넓은 주차장으로 둘러싸여 있으며 자동차로 그린델발트에 도착하는 승객을 위해 클라이네 샤이덱과 융프라우요흐까지 여행의 주요 출발점이다. 또한 그린델발트-멘리헨 곤돌라 케이블카로 연결된다.

## 같이 보기
- 그린델발트역